# Borough of Sedgefield
Sedgefield war ein Verwaltungsbezirk mit dem Status eines Borough in der Grafschaft Durham in England. Er war nach der gleichnamigen Stadt Sedgefield benannt. Größte Stadt war jedoch Newton Aycliffe, während sich die Verwaltung in Spennymoor befand. Weitere bedeutende Orte des ehemaligen Districts waren Shildon und Ferryhill.
Der Bezirk wurde am 1. April 1974 gebildet und entstand aus der Fusion des Urban Districts Spennymoore und Shildon, des Rural District Sedgefield sowie eines Teils des Rural District Darlington. Am 1. April 2009 wurden neben Sedgefield alle Dictricts im County Durham im Zuge der Verwaltungsreform abgeschafft und zur Unitary Authority County Durham zusammengefasst.
Koordinaten: 54° 29′ N, 1° 27′ W